# Liste d'élections au XVIIIe siècle

XVIIe siècle • XVIIIe siècle • Liste d'élections en 1774
Cet article recense les élections ayant eu lieu entre 1701 et 1773. À partir de l'année 1774, les élections font l'objet d'un article spécifique par année.

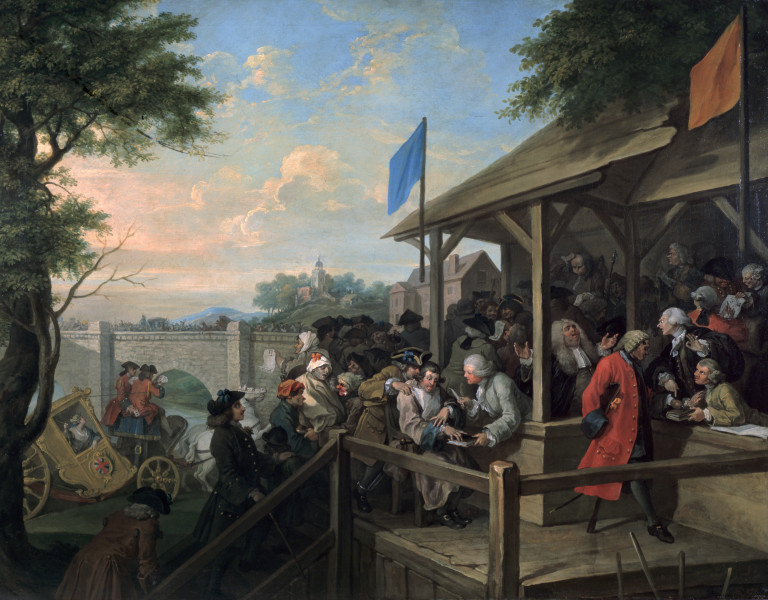
La peinture The Polling, de William Hogarth, présente de manière satirique les actes peu scrupuleux des partis durant les élections britanniques de 1754.

Les élections législatives en Angleterre (puis en Grande-Bretagne) et en Irlande se déroulent au suffrage censitaire masculin. Bien que formellement un État indépendant en union personnelle avec la Couronne d'Angleterre, le royaume d'Irlande est sous l'autorité d'un Lord lieutenant d'Irlande représentant l'autorité anglaise, et secondé par un secrétaire en chef pour l'Irlande dont la fonction s'apparente à celle de Premier ministre. Dans les États pontificaux, le pape, chef de l'Église catholique romaine et souverain de ces États, est élu par le Collège des cardinaux. 
Durant cette période, les élections suivantes ont lieu :
| Date                          | Pays                       | Élections    | Notes | Résultats |
| ----------------------------- | -------------------------- | ------------ | --- | --- |
| janvier-février 1701          | Royaume d'Angleterre       | Législatives | | Parlement sans majorité. Alternance. Le Parti tory remporte la majorité relative des sièges. |
| novembre-décembre 1701        | Royaume d'Angleterre       | Législatives | | Parlement sans majorité. Le Parti tory recule, et la composition de la Chambre des communes est assez équilibrée entre les Tories et le Parti whig. |
| juillet-août 1702             | Royaume d'Angleterre       | Législatives | La mort du roi Guillaume III en mars entraîne la dissolution du Parlement et la convocation de nouvelles élections. | Le Parti tory remporte la majorité absolue des sièges. Les Tories Sidney Godolphin et John Churchill, 1er duc de Marlborough, faits respectivement Lord grand trésorier et premier lord du Trésor en mai, sont les deux figures dominantes de ce gouvernement, qui est néanmoins une grande coalition des Tories et des Whigs. La fonction de Premier ministre n'existe pas encore. |
| 1703                          | Royaume d'Irlande          | Législatives | | Résultats précis inconnus. Edward Southwell Sr. devient secrétaire en chef pour l'Irlande. |
| mai-juin 1705                 | Royaume d'Angleterre       | Législatives | | Le Parti tory conserve une majorité absolue mais amoindrie des sièges. Sidney Godolphin et le duc de Marlborough conservent la direction du gouvernement de coalition. |
| 30 avril au 7 juillet 1708    | Royaume de Grande-Bretagne | Législatives | Premières élections au nouveau Parlement de Grande-Bretagne, issu de la fusion du royaume d'Angleterre et du royaume d'Écosse en 1707. | Le Parti whig remporte la majorité absolue des sièges. Par la volonté de la reine Anne, les Tories Sidney Godolphin et John Churchill, 1er duc de Marlborough demeurent néanmoins à la tête du gouvernement de coalition. |
| 2 octobre au 16 novembre 1710 | Royaume de Grande-Bretagne | Législatives | | Le Parti tory remporte une large majorité des sièges. Le gouvernement de coalition prend fin ; Robert Harley, premier lord du Trésor, dirige le nouveau gouvernement tory. |
| 22 août au 17 novembre 1713   | Royaume de Grande-Bretagne | Législatives | | Le Parti tory conserve la majorité absolue des sièges. Robert Harley demeure à la tête du gouvernement. En octobre 1714, toutefois, le nouveau roi George Ier le démet et nomme un gouvernement whig, mené par Charles Townshend, le vicomte Townshend. |
| 1713                          | Royaume d'Irlande          | Législatives | | Résultats précis inconnus. Sir John Stanley, 1er baronet devient secrétaire en chef pour l'Irlande. |
| 22 janvier au 9 mars 1715     | Royaume de Grande-Bretagne | Législatives | | Le Parti whig, qui a la faveur du nouveau roi, remporte une large majorité des sièges. Charles Townshend, le vicomte Townshend (whig), demeure à la tête du gouvernement. |
| 1715                          | Royaume d'Irlande          | Législatives | | Résultats précis inconnus. Martin Bladen devient secrétaire en chef pour l'Irlande. |
| 31 mars au 8 mai 1721         | États pontificaux          | Conclave     | À la suite de la mort du pape Clément XI. L'empereur Charles VI du Saint-Empire impose son véto à l'encontre du candidat favori, Francesco Pignatelli. | Après plusieurs semaines, le cardinal Michelangelo de Conti, le candidat voulu par la maison de Bourbon (c'est-à-dire par la France et l'Espagne), est élu à l'unanimité. Il prend le nom d'Innocent XIII. |
| 19 mars au 9 mai 1722         | Royaume de Grande-Bretagne | Législatives | La loi Septiennal Act de 1715 a abrogé la nécessité d'élire un nouveau parlement tous les trois ans au moins, règle qui datait de la Glorieuse Révolution de 1688. Les élections doivent désormais se tenir au minimum tous les sept ans. | Le Parti whig conserve et accroît sa large majorité des sièges. Robert Walpole (whig) conserve la direction du gouvernement, qu'il exerce depuis avril 1721. Il est considéré depuis comme le premier véritable Premier ministre de l'histoire du pays, bien que cette fonction ne soit jamais officiellement instituée.                                                            |
| 20 mars au 29 mai 1724        | États pontificaux          | Conclave     | À la suite de la mort du pape Innocent XIII. | Le cardinal dominicain Pietro Francesco Orsini, candidat de compromis acceptable aux différentes factions, est élu à l'unanimité. Il prend le nom de Benoît XIII. |
| 14 août au 17 octobre 1727    | Royaume de Grande-Bretagne | Législatives | Élections anticipées, dues à la mort du roi George Ier. | Le Parti whig conserve et accroît sa très large majorité des sièges. Sir Robert Walpole demeure Premier ministre. |
| 1727                          | Royaume d'Irlande          | Législatives | | Résultats précis inconnus. Thomas Clutterbuck demeure secrétaire en chef pour l'Irlande. Ce parlement siège durant trente-trois ans sans nouvelles élections, n'étant finalement dissous en 1760 qu'en raison de la mort du roi George II. |
| 5 mars au 12 juillet 1730     | États pontificaux          | Conclave     | À la suite de la mort du pape Benoît XIII. | Les nombreuses factions peinent à s'accorder sur un candidat, avant d'élire Lorenzo Corsini, qui prend le nom de Clément XII. |
| 22 avril au 6 juin 1734       | Royaume de Grande-Bretagne | Législatives | | Le Parti whig recule, mais conserve une large majorité des sièges. Sir Robert Walpole demeure Premier ministre. |
| 18 février au 17 août 1740    | États pontificaux          | Conclave     | À la suite de la mort du pape Clément XII. | Les cardinaux s'accordent sur Prospero Lambertini, candidat acceptable aux différentes puissances européennes. Il prend le nom de Benoît XIV. |
| 30 avril au 11 juin 1741      | Royaume de Grande-Bretagne | Législatives | | Le Parti whig recule, mais conserve tout juste la majorité absolue des sièges. Sir Robert Walpole demeure initialement Premier ministre, avant d'être démis par une motion de censure à la Chambre des communes en février 1742. Spencer Compton, 1er comte de Wilmington (whig) lui succède alors.                                                                                 |
| 26 juin au 4 août 1747        | Royaume de Grande-Bretagne | Législatives | | Le Parti whig progresse nettement et accroît sa majorité absolue des sièges. Henry Pelham demeure Premier ministre. |
| 18 avril au 20 mai 1754       | Royaume de Grande-Bretagne | Législatives | Après des décennies au pouvoir sans interruption, les Whigs pratiquent la corruption électorale, et le gouvernement exerce sa mainmise sur un certain nombre de « bourgs pourris ». Le régime des partis n'a plus grand sens ; tout homme politique désirant une carrière de première plan se présente comme whig, sans que cette étiquette ne dénote plus d'ensemble cohérent de convictions. | Le Parti whig conserve la majorité absolue des sièges. Thomas Pelham-Holles, duc de Newcastle, demeure Premier ministre. |
| 15 mai au 6 juillet 1758      | États pontificaux          | Conclave     | À la suite de la mort du pape Benoît XIV. La France impose son véto à l'encontre du candidat favori, Guidoboni Cavalchini. | Carlo Rezzonico est élu avec trente-et-une voix sur quarante-quatre. Il prend le nom de Clément XIII. |
| 25 mars au 5 mai 1761         | Royaume de Grande-Bretagne | Législatives | Pour freiner la corruption, le roi George III interdit à son gouvernement d'utiliser des fonds publics pour financer la campagne des candidats whigs. | Le Parti whig conserve sa majorité écrasante des sièges. Thomas Pelham-Holles, duc de Newcastle, demeure Premier ministre. En mai 1762, toutefois, le roi nomme le Tory John Stuart, 3e comte de Bute, à ce poste, à la tête d'un gouvernement incluant des membres des deux partis.                                                                                                |
| 1761                          | Royaume d'Irlande          | Législatives | | Résultats précis inconnus. William Gerard Hamilton devient secrétaire en chef pour l'Irlande. Ce parlement adopte en 1768 la loi Octennial Act, requérant de nouvelles élections aient lieu au moins tous les huit ans. |
| 16 mars au 6 mai 1768         | Royaume de Grande-Bretagne | Législatives | Le système des partis a quasi-disparu. Les grandes figures des parlements précédents ayant pris leur retraite, la vie politique s'articule en factions autour de personnalités émergentes. | Parlement sans majorité. William Pitt, 1er comte de Chatham (whig ; dit aujourd'hui William Pitt l'Ancien) demeure Premier ministre d'un gouvernement rassemblant diverses factions. À cette date néanmoins, il est physiquement et mentalement malade, incapable d'exercer ses fonctions. Il démissionne en octobre, et Augustus FitzRoy, 3e duc de Grafton (whig) lui succède.    |
| 15 février au 19 mai 1769     | États pontificaux          | Conclave     | À la suite de la mort du pape Clément XIII. | Lorenzo Ganganelli est finalement élu à l'unanimité. Il prend le nom de Clément XIV. |
| 1769                          | Royaume d'Irlande          | Législatives | | Résultats précis inconnus. George Macartney, 1er comte Macartney devient secrétaire en chef pour l'Irlande. |